# تحت ساليسيلات البزموت
تحت ساليسيلات البزموت (بالإنجليزية: Bismuth subsalicylate)‏ ويُباع تحت الاسم التجاري ببتو بزمول، هو دواء مضاد للحموضة، يُستخدم في علاج حالات عدم الراحة المؤقتة في المعدة والقناة الهضمية، مثل الإسهال، وعسر الهضم، وحرقة المعدة والغثيان. يُعرف أيضًا باسم البزموت الوردي.
يمتلك تحت ساليسيلات البزموت الصيغة الكيميائية التجريبية C7H5BiO4، وهو مادة غروانية، يُحصل عليها عبر التحلل المائي لبزموت حمض الساليسيليك (Bi(C6H4(OH)CO2)3).

## الاستعمال الطبي
كمشتق من حمض الساليسيليك، يُظهر البزموت سوبساليسيلات تأثيرًا مضادًا للالتهابات ومبيدًا للجراثيم. كما أنه يعمل كمضاد للحموضة.

## الآثار الضائرة
هناك بعض الآثار الضارة. يمكن أن يسبب اسوداد اللسان والبراز الأسود لدى بعض متعاطي الدواء عندما يتحد مع كميات ضئيلة من الكبريت في اللعاب والقولون لتكوين كبريتيد البزموت. كبريتيد البزموت هو ملح أسود غير قابل للذوبان كثيرًا، وتغير اللون الذي يظهر مؤقت وغير ضار.
قد يؤدي الاستخدام طويل الأمد (أكثر من ستة أسابيع) إلى التراكم والتسمم. قد يؤدي تناول كميات كبيرة منه يومياً على مدى أشهر إلى الشعور بإرهاق شديد وضعف وأعراض عصبية تنعكس مع التوقف عن تناوله. يمكن أن تنطبق بعض مخاطر الساليسيلات على استخدام البزموت سبساليسيلات.
يجب ألا يتناول الأطفال الأدوية التي تحتوي على سبساليسيلات البزموت أثناء تعافيهم من الإنفلونزا أو جدري الماء، حيث تشير الأدلة الوبائية إلى وجود علاقة بين استخدام الأدوية التي تحتوي على الساليسيلات أثناء الإصابة بعدوى فيروسية معينة وظهور متلازمة راي. وللسبب نفسه، يوصى عادةً بعدم استخدام الأمهات المرضعات للأدوية التي تحتوي على سبساليسيلات البزموت لأن كميات صغيرة من الدواء تفرز في حليب الأم، وهذه تشكل خطرًا نظريًا على الأطفال المرضعات للإصابة بمتلازمة راي.
تعتبر الساليسيلات شديدة السمية للقطط، وبالتالي لا ينبغي إعطاء الساليسيلات البزموتية للقطط.
لا توصي الصيغة الوطنية البريطانية بمضادات الحموضة المحتوية على البزموت (ما لم تكن مخلبة)، محذرة من أن البزموت الممتص يمكن أن يكون سامًا للأعصاب، مما يسبب اعتلال الدماغ، وأن مضادات الحموضة هذه تميل إلى أن تكون مسببة للإمساك.

## آلية العمل
هناك خطر متزايد من حدوث نزيف عند استخدام سبساليسيلات البزموت والعلاج المضاد للتخثر، مثل الكومادين (الوارفارين).

## التاريخ
كانت أملاح البزموت مستخدمة في أوروبا في أواخر القرن الثامن عشر. يبدو أن الجمع بين أملاح البزموت سبساليسيلات وأملاح الزنك للقابض مع السالول (فينيل الساليسيلات) بدأ في الولايات المتحدة في أوائل القرن العشرين كعلاج للإسهال المهدد للحياة عند الرضع المصابين بالكوليرا. في البداية تم بيعه مباشرة للأطباء في البداية، وتم تسويقه لأول مرة باسم بيسموسال في عام 1918.
تم بيع ببتو-بيسمول لأول مرة في عام 1900 أو 1901 من قبل طبيب في نيويورك. وقد تم بيعه في الأصل كعلاج لإسهال الرضع من قبل شركة نورويتش فارماكال تحت اسم "بيسموسال: مزيج الكوليرا إنفانتوم". وقد أعيد تسميته ببتو بيسمول في عام 1919. استحوذت شركة بروكتر آند جامبل على شركة نورويتش إيتون للأدوية في عام 1982.
واعتبارًا من عام 1946 و1959، تُظهر الإعلانات الكندية التي وضعتها شركة نورويتش المنتج باسم بيبتو-بسمول في كل من الرسم والنص.
بيبتو-بيسمول هو دواء يُباع دون وصفة طبية تنتجه حاليًا شركة بروكتر آند غامبل في الولايات المتحدة وكندا والمملكة المتحدة. يُصنع بيبتو-بيسمول في أقراص قابلة للمضغ وكبسولات قابلة للبلع، ولكنه يشتهر بتركيبته الأصلية، وهو سائل سميك. هذه التركيبة الأصلية ذات لون وردي متوسط، مع نكهة التوت (ميثيل الساليسيلات).
يتوفر البزموت سبساليسيلات البزموت الجنيسة وغيرها من الإصدارات ذات العلامات التجارية الأخرى من الدواء على نطاق واسع في شكل أقراص وسائل.

## الهيكل
على الرغم من شيوع استخدامه وأهميته التجارية، إلا أن التركيب الدقيق للمستحضرات الصيدلانية ظل لفترة طويلة غير محدد، ولكن تم الكشف، من خلال استخدام تقنيات متقدمة في علم البلورات الإلكترونية، أنه بوليمر متناسق الطبقات مع الصيغة BiO(C7H5O3). في التركيب، تتناسق كل من مجموعات الكربوكسيل والفينول في الساليسيلات تجاه كاتيونات البزموت. لطالما أعيق تحديد البيزموث تحت الساليسيلات بسبب صغر حجم الجسيمات وكذلك العيوب داخل التركيبة، والتي تنشأ عن الاختلافات في ترتيب تكديس طبقات البيزموث تحت الساليسيلات، والتي يمكن ملاحظتها كجزء من التحقيق الهيكلي.